# Baramia
Baramia – rodzaj kosarzy z podrzędu Laniatores i rodziny Podoctidae. Gatunkiem typowym jest Baramia vorax.

## Występowanie
Przedstawiciele rodzaju występują na różnych wyspach Indonezji.

## Systematyka
Opisano dotąd 4 gatunki:
- Baramia echinosa Banks, 1930
- Baramia longipes Banks, 1930
- Baramia solitaria Roewer, 1949
- Baramia vorax Hirst, 1912